# Iver Først Heiberg
Iver Først Heiberg (født 15. maj 1773, død 14. oktober 1797) var en dansk søofficer. Han var søn af Christen Heiberg. 

## Historie
Som dreng kom han ind i marinens tjeneste, blev kadet 1783, men da han efter 10 års tjeneste endnu ikke var nået at blive officer, søgte han afsked og erholdt den med sekondløjtnants rang, hvorpå han gik i hollandsk tjeneste. I denne stats talrige søkampe mod englænderne fik han adskillige gange lejlighed til at lægge mod og dygtighed for dagen, hvorved han avancerede til at blive næstkommanderende i et linjeskib. I 1797 blev hans skib, Delft, i et slag i Nordsøen, hvor den hollandske viceadmiral de Winter med 12 linjeskibe blev overvunden af en engelsk styrke på 21 skibe, angrebet af 3 modstandere og bragt i synkefærdig tilstand. Englænderne forsøgte da med deres både at frelse den tiloversblevne del af besætningen; men Heiberg, hvis chef var falden, ville ikke forlade skibet, så længe der befandt sig andre om bord. Han gik under med vraget og druknede. Han var ugift.